# .ws
.ws – domena internetowa przypisana do Samoa. Została utworzona 14 lipca 1995. Zarządza nią Government of Samoa Ministry of Foreign Affairs & Trade.